# Kråkholmen, Nagu
Kråkholmen är en ö nära Innamo i Nagu,  Finland. Den ligger i Skärgårdshavet i Pargas stad i landskapet Egentliga Finland, i den sydvästra delen av landet. Ön ligger omkring 2 kilometer väster om Innamo, 11 kilometer nordväst om Nagu kyrka, 37 kilometer sydväst om Åbo och omkring 180 kilometer väster om Helsingfors. Närmaste allmänna förbindelse är förbindelsebryggan vid Innamo som trafikeras av M/S Falkö.
Öns area är 36,9 hektar och dess största längd är 0,9 kilometer i öst-västlig riktning. Ön höjer sig omkring 25 meter över havsytan. I omgivningarna runt Kråkholmen växer i huvudsak barrskog.